# Ton Roosendaal

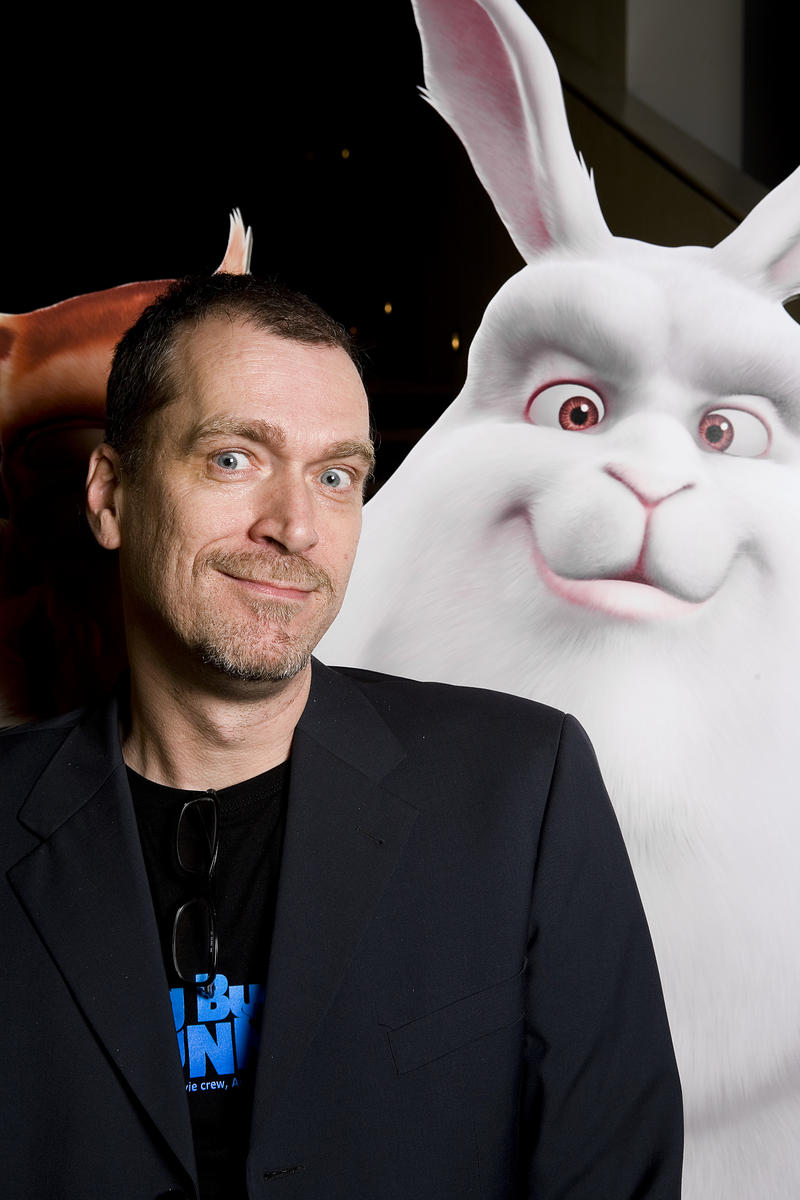
Ton Roosendaal

Ton Roosendaal, född 1960, är en nederländsk programmerare och filmproducent. Han är ordförande i Blender Foundation och huvudutvecklare för 3D-programmet Blender. Sedan 2002, har Ton arbetat heltid med att samordna olika Blender-projekt. Ton Roosendaal har också varit producent för de fria kortfilmerna Elephants Dream, Big Buck Bunny och Sintel.